# دخان (الرقة)
دخان قرية سورية تتبع ناحية الجرنية في منطقة الثورة في محافظة الرقة. بلغ عدد سكانها 415 نسمة في عام 2004 حسب إحصاء المكتب المركزي للإحصاء.